# Antonianismo
El antonianismo fue un movimiento profético-mesiánico sincrético bakongo nacido en el reino del Congo a principios del siglo XVIII liderado por la profetisa y reformista religiosa Kimpa Vita quien aseguraba estar poseída por San Antonio de Padua. Se desarrolló fuera de la iglesia católica, aunque se reconocía la autoridad del Papa. El movimiento fue pronto desarticulado en el reino del Congo y Beatriz Kimpa Vita fue quemada en la hoguera por hereje, sin embargo, con el traslado de esclavos a América llegó a este continente donde sobrevivió y evolucionó generando algunas variantes del culto trescientos años después.
También se utiliza el término antoniano referido a los integrantes de la Orden de San Antonio Abad fundada en Francia hacia 1095 y suprimida en el siglo XIX.

## Antecedentes
Aunque son varios los santos canonizados por la Iglesia Católica con el nombre de Antonio, hay dos que sobresalen por su popularidad y su relación con África: San Antonio Abad, conocido también como el africano o el anacoreta nacido en Egipto

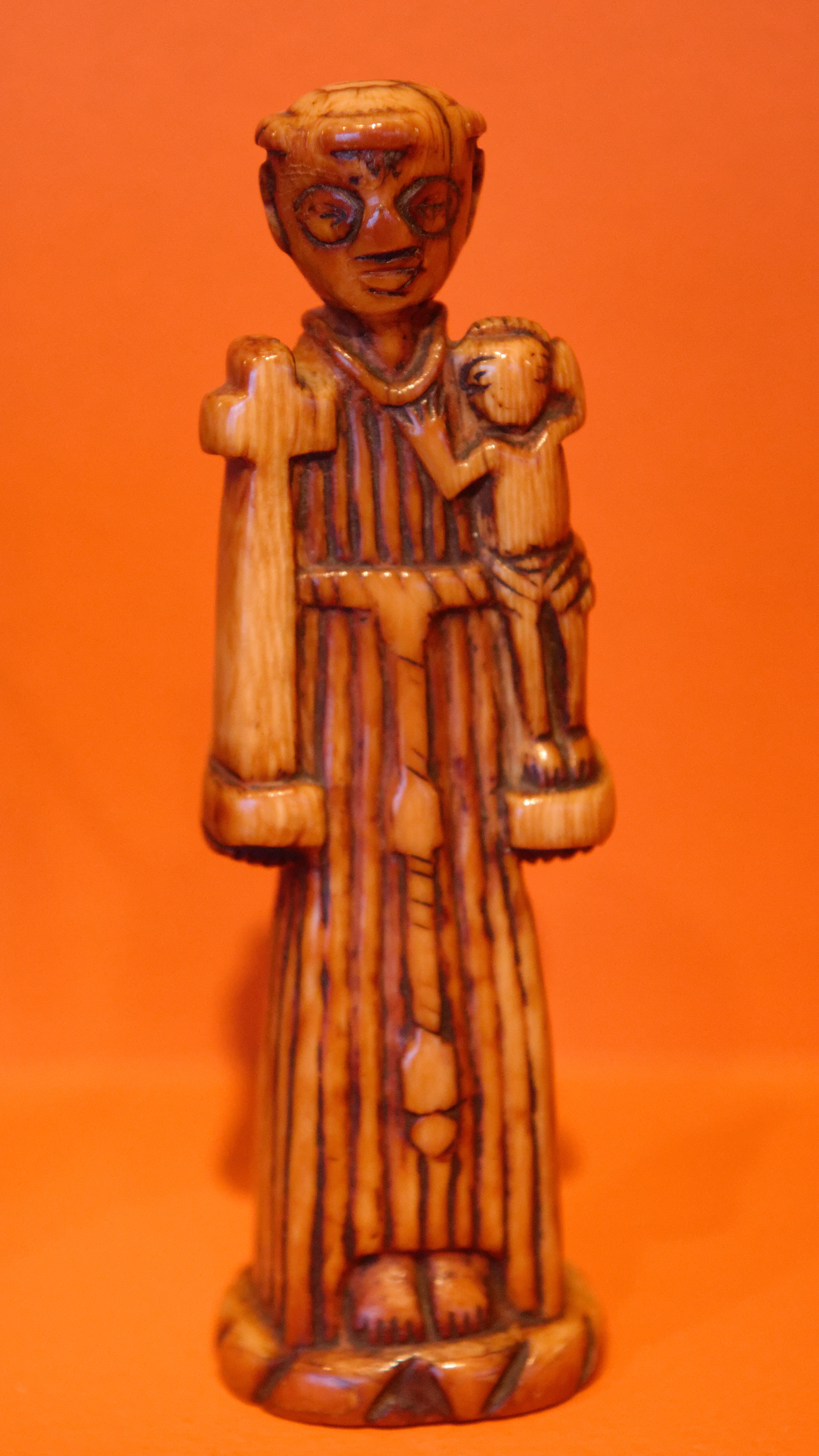
Toni Malau (San Antonio) en marfil,, cultura del Congo

(251-356) y San Antonio de Pádua ( de 1191 a 1195 -  1231), nacido en Lisboa. Según algunos investigadores, las cualidades identificadas con San Antonio en el movimiento antonianista y en el fervor popular era una mezcla de la historia de ambos santos.
El catolicismo se introdujo en el África subsahariana a finales del siglo XV. En 1491 tras la llegada de los portugueses al Reino del Congo el rey Nzinga Nkuvu accedió a bautizarse, adoptando el nombre de Juan (João) en honor de su similar de Portugal. En 1597 se llegó a establecer un obispado en la capital del reino del Congo, Mbanza Kongo (rebautizada São Salvador). En el siglo XVII los capuchinos, en su mayoría italianos y españoles, presentaban a San Antonio como "el mediador del que se espera la salvación en el infortunio y en la enfermedad”. Este santo se fue convirtiendo en “objeto de un culto particular” entre los congoleños proliferando “estatuillas-fetiches de lata o marfil, llamadas Toni Malau”, o sea, “Antonio de la buena suerte” como elemento de protección.
En una situación de caos político y desgobierno estalló el fenómeno de los profetas. En 1632 Francisco Kasola, célebre nganga se proclamó hijo de Dios, intentó fusionar los métodos y enseñanzas de los misioneros católicos con los tradicionales, aseguraba realizar milagros y consiguió muchos seguidores. Según los informes de los monjes capuchinos entre finales del siglo XVII y principios del XVIII se vivieron muchos fenómenos similares.
A principios del siglo XVIII una anciana llamada Apolonia aseguró que la Virgen María le había transmitido la indignación de Jesucristo por la situación del reino del Congo y predicó que Dios castigaría a los congoleses si no reconstruían la capital, asegurando que había visto a la Virgen y a los santos y todos eran negros. Pronto Mafuta se subordinó a otra profetisa: la joven Beatriz Kimpa Vita.

### Beatriz Kimpa Vita
A principios del siglo XVIII, en 1704, una joven congoleña, Kimpa Vita, conocida como Dona Beatriz,  tras superar una grave enfermedad aseguró tener visiones, encontrarse en el Cielo a San Antonio y ser transmisora de la voluntad del santo. Sus seguidores recibieron el nombre de "antonianistas.".
Empezó a predicar en su tierra, en el Monte Kibangu, donde se había retirado con su corte el rey Pedro IV. La profetisa se dirigió al palacio para pedir al rey que se le uniese y retornara a la despoblada capital Mbanza Kongo pero éste la ignoró. 
Kimpa Vita priorizaba en sus intervenciones la reivindicación de reconstruir el reino y pedía a los pretendientes al trono que acabaran sus luchas intestinas. También reivindicaba el "orgullo africano" y se posicionaba en contra de los misioneros y a los blancos combatiendo la esclavitud.
Sus seguidores se concentraron en un principio en la capital, Mbanza Kongo (rebautizada São Salvador) que había llegado a tener setenta mil habitantes y había quedado despoblada, saqueada y abandonada en 1678 causa de las constantes guerras y el desgobierno en el siglo XVII. Los derrotados eran vendidos como esclavos. La sede episcopal fue trasladada en 1674 a Luanda y desde 1685 no quedaban misioneros.
El antonianismo rechazaba la cruz, que se considerba responsable de la muerte de Cristo, así como el bautismo, la confesión y la oración. Creían que Jesús era negro y que nació en el Congo, verdadera cuna del cristianismo.